# 4x4=12
4×4=12 is het vijfde album van de Canadese dj/producer deadmau5. Het album werd uitgebracht in december 2010.

## Tracklist
| 1.                 | Some Chords                                   | 8:04 |
| 2.                 | Sofi Needs a Ladder (met SOFI)                | 5:33 |
| 3.                 | A City in Florida                             | 5:02 |
| 4.                 | Bad Selection                                 | 5:01 |
| 5.                 | Animal Rights (met Wolfgang Gartner)          | 4:59 |
| 6.                 | I Said (Michael Woods Remix) (met Chris Lake) | 5:52 |
| 7.                 | Cthulhu Sleeps                                | 9:59 |
| 8.                 | Right This Second                             | 7:23 |
| 9.                 | Raise Your Weapon (met Greta Svabo Bech)      | 8:15 |
| 10.                | One Trick Pony (met SOFI)                     | 3:36 |
| 11.                | Everything Before                             | 6:05 |
| Totale duur: 69:49 |                                               |      |

## Hitnotering

### NederlandseAlbum Top 100
| Hitnotering: (Week 1 t/m 2) 11-12-2010 t/m 18-12-2010 Hitnotering: (Week 3 t/m 4) 08-01-2011 t/m 15-01-2011 Hitnotering: (Week 5) 18-06-2011 | Hitnotering: (Week 1 t/m 2) 11-12-2010 t/m 18-12-2010 Hitnotering: (Week 3 t/m 4) 08-01-2011 t/m 15-01-2011 Hitnotering: (Week 5) 18-06-2011 | Hitnotering: (Week 1 t/m 2) 11-12-2010 t/m 18-12-2010 Hitnotering: (Week 3 t/m 4) 08-01-2011 t/m 15-01-2011 Hitnotering: (Week 5) 18-06-2011 | Hitnotering: (Week 1 t/m 2) 11-12-2010 t/m 18-12-2010 Hitnotering: (Week 3 t/m 4) 08-01-2011 t/m 15-01-2011 Hitnotering: (Week 5) 18-06-2011 | Hitnotering: (Week 1 t/m 2) 11-12-2010 t/m 18-12-2010 Hitnotering: (Week 3 t/m 4) 08-01-2011 t/m 15-01-2011 Hitnotering: (Week 5) 18-06-2011 | Hitnotering: (Week 1 t/m 2) 11-12-2010 t/m 18-12-2010 Hitnotering: (Week 3 t/m 4) 08-01-2011 t/m 15-01-2011 Hitnotering: (Week 5) 18-06-2011 | Hitnotering: (Week 1 t/m 2) 11-12-2010 t/m 18-12-2010 Hitnotering: (Week 3 t/m 4) 08-01-2011 t/m 15-01-2011 Hitnotering: (Week 5) 18-06-2011 | Hitnotering: (Week 1 t/m 2) 11-12-2010 t/m 18-12-2010 Hitnotering: (Week 3 t/m 4) 08-01-2011 t/m 15-01-2011 Hitnotering: (Week 5) 18-06-2011 | Hitnotering: (Week 1 t/m 2) 11-12-2010 t/m 18-12-2010 Hitnotering: (Week 3 t/m 4) 08-01-2011 t/m 15-01-2011 Hitnotering: (Week 5) 18-06-2011 |
| Week: | 1 | 2 | | 3 | 4 | | 5 | |
| --- | --- | --- | --- | --- | --- | --- | --- | --- |
| Positie: | 86 | 84 | uit | 94 | 97 | uit | 82 | uit |

### VlaamseUltratop 100Albums
| Hitnotering: (Week 1 t/m 2) 18-12-2010 t/m 25-12-2010 Hitnotering: (Week 3 t/m 8) 15-01-2011 t/m 19-02-2011 | Hitnotering: (Week 1 t/m 2) 18-12-2010 t/m 25-12-2010 Hitnotering: (Week 3 t/m 8) 15-01-2011 t/m 19-02-2011 | Hitnotering: (Week 1 t/m 2) 18-12-2010 t/m 25-12-2010 Hitnotering: (Week 3 t/m 8) 15-01-2011 t/m 19-02-2011 | Hitnotering: (Week 1 t/m 2) 18-12-2010 t/m 25-12-2010 Hitnotering: (Week 3 t/m 8) 15-01-2011 t/m 19-02-2011 | Hitnotering: (Week 1 t/m 2) 18-12-2010 t/m 25-12-2010 Hitnotering: (Week 3 t/m 8) 15-01-2011 t/m 19-02-2011 | Hitnotering: (Week 1 t/m 2) 18-12-2010 t/m 25-12-2010 Hitnotering: (Week 3 t/m 8) 15-01-2011 t/m 19-02-2011 | Hitnotering: (Week 1 t/m 2) 18-12-2010 t/m 25-12-2010 Hitnotering: (Week 3 t/m 8) 15-01-2011 t/m 19-02-2011 | Hitnotering: (Week 1 t/m 2) 18-12-2010 t/m 25-12-2010 Hitnotering: (Week 3 t/m 8) 15-01-2011 t/m 19-02-2011 | Hitnotering: (Week 1 t/m 2) 18-12-2010 t/m 25-12-2010 Hitnotering: (Week 3 t/m 8) 15-01-2011 t/m 19-02-2011 | Hitnotering: (Week 1 t/m 2) 18-12-2010 t/m 25-12-2010 Hitnotering: (Week 3 t/m 8) 15-01-2011 t/m 19-02-2011 | Hitnotering: (Week 1 t/m 2) 18-12-2010 t/m 25-12-2010 Hitnotering: (Week 3 t/m 8) 15-01-2011 t/m 19-02-2011 |
| Week: | 1 | 2 | | 3 | 4 | 5 | 6 | 7 | 8 | |
| --- | --- | --- | --- | --- | --- | --- | --- | --- | --- | --- |
| Positie: | 100 | 86 | uit | 85 | 69 | 83 | 76 | 93 | 97 | uit |